# Július 2.
Július 2. az év 183. (szökőévben 184.) napja a Gergely-naptár szerint. Az évből még 182 nap van hátra.
Névnapok: Ottó + Jenő, Manyi, Marcián, Maréza, Mária, Mia, Miett, Mietta, Odin, Ottokár, Sarolt, Várkony

## Események
- 1132 – II. Béla magyar király serege a Sajó mellett legyőzi Boriszt, az országba lengyel sereggel betört trónkövetelőt, Könyves Kálmán király el nem ismert fiát.[1]
- 1271 – V. István magyar király és II. Ottokár cseh király békét kötnek Pozsonyban.
- 1839 – I. Abdul-Medzsid lesz az Oszmán Birodalom 32. szultánja.
- 1844 – A Nemzeti Színházban kihirdették, hogy a Himnusz megzenésítési pályázatának győztese Erkel Ferenc, akinek eredeti művét ekkor mutatták be nyilvánosan.[2]
- 1849 – Lezajlik a második komáromi csata.
- 1900 – A Ferdinand von Zeppelin által tervezett LZ-1 jelzésű léghajó elindul első próbaútjára.
- 1924 – Megalakul a Nemzetközi Sportújságíró Szövetség (AIPS).
- 1944 – Az amerikai légierő legsúlyosabb támadása Budapest és más magyarországi célpontok ellen: 712 gép szőnyegbombázásai súlyos károkat okoznak a csepeli szabadkikötőben, a Hazai Fésűsfonógyárban, a Hungária Kénsavgyárban és a csepeli olajfinomítóban. A Keleti és Nyugati pályaudvarok ellen irányuló támadás a VI. és VII. kerületek lakónegyedeit pusztítja. Bombázzák a szolnoki vasúti híd környékét, a komáromi és a győri pályaudvarokat is.
- 1953 – Nagy Imre váltja fel Rákosi Mátyást a Minisztertanács élén.
- 1955 – A bajkonuri űrrepülőtér (kazakul: Байқоңыр ғарыш айлағы, Bayqoñır ğarış aylağı; oroszul: Космодром Байконур) megnyitása.
- 1959 – Brüsszelben a későbbi II. Albert belga király feleségül vette Princess Donna Paola Margherita Maria Antonia Consiglia Ruffo di Calabria olasz hercegnőt.
- 1967 – Raymond Barre francia politikus lesz az EGK gazdasági és pénzügyi biztosa.
- 1995 – Kassán szentté avatják a kassai vértanúkat: Pongrácz Istvánt, Grodecz Menyhértet és Kőrösi Márkot.
- 1998 – Merénylet a budapesti Aranykéz utcában; 4 halott, köztük az alvilágban közismert Boros Tamás
- 2011 – Egy nappal a polgári esküvő után a monacói hercegi palotában egyházi szertartással is megpecsételik II. Albert monacói herceg és Charlene Wittstock dél-afrikai úszónő házasságát

## Sportesemények
Formula–1
- 1950 –  francia nagydíj, Reims - Győztes: Juan Manuel Fangio (Alfa Romeo)
- 1961 –  francia nagydíj, Reims - Győztes: Giancarlo Baghetti (Ferrari)
- 1967 –  francia nagydíj, Le Mans - Győztes: Jack Brabham (Brabham Repco)
- 1972 –  francia nagydíj, Clermont-Ferrand - Győztes: Jackie Stewart (Tyrrell Ford)
- 1978 –  francia nagydíj, Paul Ricard - Győztes: Mario Andretti (Lotus Ford)
- 1995 –  francia nagydíj, Magny-Cours - Győztes: Michael Schumacher (Benetton Renault)
- 2000 –  francia nagydíj, Magny-Cours - Győztes: David Coulthard (McLaren Mercedes)
- 2006 –  amerikai nagydíj, Indianapolis - Győztes: Michael Schumacher (Ferrari)

Labdarúgó-Európa-bajnokság
- 2000 -  és  UEFA Euro 2000, Rotterdam, döntő: Franciaország - Olaszország 2–1 (aranygóllal)

## Születések
- 0419 – III. Valentinianus római császár († 455)
- 1363 – I. Mária szicíliai királynő († 1401)
- 1669 – Károlyi Sándor gróf, hadvezér, a szatmári béke létrehozója († 1743)
- 1677 – Ráday Pál (Ráday I. Pál) II. Rákóczi Ferenc kancellárja, kuruc író, költő, könyvtáralapító († 1733)
- 1743 – Christoph Willibald Gluck német zeneszerző († 1787)
- 1797 – Koháry Mária Antónia az első magyar zeneszerzőnő, II. Ferdinánd portugál király édesanyja († 1862)
- 1800 – Piotr Michałowski lengyel festőművész († 1855)
- 1802 – cserneki és tarkeöi Dessewffy Arisztid honvéd vezérőrnagy, az aradi vértanúk egyike († 1849)
- 1852 – William Burnside angol matematikus († 1927)
- 1862 – William Henry Bragg Nobel-díjas angol fizikus, kémikus († 1942)
- 1877 – Hermann Hesse Nobel-díjas német–svájci író, költő († 1962)
- 1879 – Móricz Zsigmond magyar író, újságíró, szerkesztő, a 20. századi realista prózairodalom legismertebb alakja († 1942)
- 1880 – Szirmai Albert magyar zeneszerző († 1967)
- 1881 – Fonó Albert gépészmérnök, a torlósugár-hajtómű feltalálója, az MTA levelező tagja, Kossuth-díjas († 1972)
- 1882 – Marie Bonaparte a Bonaparte-házból származó francia hercegnő († 1962)
- 1892 – Rajna Alice magyar színésznő († 1957)
- 1894 – André Kertész magyar származású fotóművész († 1985)
- 1895 – Bródy András (politikus) ruszin politikus, 1938. október 11–26. között Ruszinföld (Podkarpatská Rus) első miniszterelnöke († 1946)
- 1900 – Hajmássy Miklós magyar színész († 1990)
- 1906 – Hans Albrecht Bethe német-amerikai Nobel-díjas fizikus († 2005)
- 1906 – Kárpáti Károly olimpiai bajnok magyar birkózó († 1996)
- 1911 – Reg Parnell brit autóversenyző († 1964)
- 1915 – Antonio Mariscal mexikói műugró, edző, a Mexikói Olimpiai Bizottság tiszteletbeli tagja († 2010)
- 1922 – Pierre Cardin olasz származású francia divattervező († 2020)
- 1923 – Melis György Kossuth-díjas magyar operaénekes (bariton) († 2009)
- 1923 – Wisława Szymborska Nobel-díjas lengyel költőnő, esszéíró, irodalomkritikus, műfordító († 2012)
- 1926 – Vargha Irén Jászai Mari-díjas magyar színésznő
- 1930 – Petro Mikolajovics Lizanec (Lizanec Péter) ruszin-ukrán nyelvész, egyetemi tanár
- 1932 – Jacques Pollet francia autóversenyző († 1997)
- 1932 – Kenneth McMillan amerikai filmszínész (Dűne, Macskaszem) († 1989)
- 1936 – Hofi Géza Kossuth-díjas magyar humorista († 2002)
- 1938 – Menkó László  magyar karikaturista. újságíró
- 1938 – Miskolczi Miklós  magyar író, újságíró
- 1938 – Szilágyi Domokos erdélyi magyar író, költő, irodalomtörténész, műfordító († 1976)
- 1942 – Vicente Fox, Mexikó 55. elnöke
- 1946 – Ron Silver (er.Ronald Zimelman) amerikai színész († 2009)
- 1946 – Richard Axel amerikai tudós, Nobel-díjas
- 1947 – Póka Balázs magyar operaénekes (bariton)
- 1950 – Jakab György, a Neoton Família egykori énekese († 1996)
- 1951
  - Fabio Frizzi olasz zeneszerző, filmzeneszerző
  - Pataky Attila magyar rockzenész, az Edda Művek énekese
- 1953 – Böhm György Jászai Mari-díjas magyar színházi rendező, dramaturg
- 1958 – Friderikusz Sándor Joseph Pulitzer-emlékdíjas  magyar újságíró, TV-moderátor
- 1961 − Kocsis Judit Jászai Mari-díjas magyar színésznő
- 1961 – Samy Naceri (er. Saïd Naceri) francia színész („Taxi”)
- 1964 – Háda János magyar színész
- 1967 – Györgyi Anna Jászai Mari-díjas magyar színésznő
- 1972 – Jávor Benedek magyar biológus, politikus
- 1976 – Lisztes Krisztián magyar labdarúgó
- 1978 – Matteo Bobbi olasz autóversenyző
- 1979 – Kris Meeke brit autóversenyző
- 1979 – Joe Thorton kanadai olimpiai bajnok jégkorongozó
- 1981 – Tomass Dukurs lett szkeletonos
- 1982 – Jancsó Dávid Oscar-díj jelölt magyar film- és televíziós vágó
- 1984 – Johnny Weir amerikai műkorcsolyázó
- 1984 – Maarten Martens belga labdarúgó
- 1985 – Ashley Tisdale amerikai színésznő
- 1985 – Pak Namcshol észak-koreai labdarúgó
- 1986 – Lindsay Lohan amerikai színésznő
- 1986 – Simon Szabolcs magyar labdarúgó
- 1987 – Ruszlana Korsunova kazahsztáni születésű orosz nemzetiségű modell († 2008)
- 1990 – Margot Robbie  ausztrál színésznő
- 1997 – Maximilian Günther német autóversenyző

## Halálozások
- 0936 – I. (Madarász) Henrik német király (* 875 körül)
- 1261 – Benedek kalocsai, majd esztergomi érsek
- 1298 – Adolf német király (* 1250–1255 körül)
- 1566 – Michel de Nostredame (Nostradamus) francia orvos, asztrológus, kalandor (* 1503)
- 1778 – Jean-Jacques Rousseau  svájci francia, a felvilágosodás filozófusa (* 1712)
- 1843 – Samuel Christian Friedrich Hahnemann német orvos, a homeopátia megalapítója (* 1755)
- 1849 – Gábor Áron erdélyi magyar fegyverkovács, az 1848-49-es szabadságharc ágyúöntője (* 1814)
- 1858 – idősebb Bene Ferenc magyar orvos, a himlőoltás bevezetője Magyarországon (* 1775)
- 1893 – Aschermann Ferenc honvéd ezredes (* 1821)
- 1893 – Georg Daniel Teutsch erdélyi szász történész, evangélikus püspök (* 1817)
- 1905 – Kruspér István metrológus, geodéta, az MTA tagja, a magyarországi mérésügy megalapozója (* 1818)
- 1932 – II. Mánuel portugál király Portugália utolsó királya (* 1889)
- 1937 – Amelia Earhart a repülés amerikai származású női úttörője. Föld körüli repülőútján eltűnt. (* 1897)
- 1949 – Georgi Dimitrov bolgár kommunista politikus, a Komintern egyik vezetője, Bulgária miniszterelnöke (* 1882)
- 1957 – Patacsi Dénes magyar gazdálkodó, politikus, országgyűlési képviselő, államtitkár (* 1877)
- 1961 – Ernest Miller Hemingway Nobel-díjas amerikai író (* 1899)
- 1962 – Peter Ryan kanadai autóversenyző (* 1940)
- 1977 – Vladimir Nabokov orosz származású amerikai író (* 1899)
- 1982 – Hervay Gizella magyar író, költő, műfordító (* 1934)
- 1983 – Budai László válogatott magyar labdarúgó, az Aranycsapat jobbszélsője  (* 1928)
- 1985 – David Purley brit autóversenyző (* 1945)
- 1989 – Andrej Andrejevics Gromiko belorusz szárm. szovjet politikus, diplomata, külügyminiszter (* 1909)
- 1991 – Lee Remick Golden Globe-díjas amerikai színésznő (* 1935)
- 1993 – Fred Gwynne amerikai színész („Herman Munster”) (* 1926)
- 1994 – Gianbattista Guidotti olasz autóversenyző (* 1901)
- 1994 – Radó György magyar író, műfordító, irodalomtörténész (* 1912)
- 1997 – James Stewart Oscar-díjas amerikai színész (* 1908)
- 1998 – Gábor Miklós Kossuth-díjas magyar színművész, érdemes és kiváló művész (* 1919)
- 2006 – Horváth Balázs magyar ügyvéd, politikus, az Antall-kormány belügyminisztere (* 1942)
- 2015 – Kállai István József Attila-díjas magyar író, dramaturg, humorista (* 1929)
- 2015 – Bachman Zoltán Kossuth-díjas magyar építész, a nemzet művésze (* 1945)
- 2016 – Elie Wiesel Nobel-békedíjas amerikai zsidó író, politikai aktivista, egyetemi tanár (* 1928)
- 2016 – Michael Cimino Oscar-díjas amerikai filmrendező (* 1939)
- 2019 – Tabányi Mihály EMeRTon-díjas harmonikaművész (* 1921)
- 2022 – Peter Brook angol színházi rendező és filmrendező (* 1925)

## Nemzeti ünnepek, évfordulók, események
- 1995-ben ünnepelték először a Sportújságírók Napját, melyet a Nemzetközi Sportújságíró Szövetség (AIPS) 1924. július 2-i megalakulásának emlékére tartanak (magyar javaslatra).
- Sarlós Boldogasszony ill. a vizitáció ünnepe, amelyet a 13. századtól július 2-án tartottak, egészen a II. vatikáni zsinatig, amikor is május 31-re helyezték át. Azonban néhány országban – így Magyarországon – napjainkban is július 2-án ünneplik.
- Legszentebb Istenszülő drága köntösének elhelyezése Vlachernében. Görög katolikus ünnep Szűz Mária köntösének 458. július 2-án, Vlachernében történt elhelyezésének emlékére, amelyet 860-ban ezen a napon rendelt el Szent Fótiosz pátriárka.[3]